# Jamie Tardif
Jamie Tardif, född 23 januari 1985, är en kanadensisk professionell ishockeyspelare som spelar inom NHL–organisationen Buffalo Sabres. Han har tidigare spelat på NHL–nivå för Boston Bruins.
Tardif draftades i fjärde rundan i 2003 års draft av Calgary Flames som 112:e spelare totalt.